# دفتر خدماتی

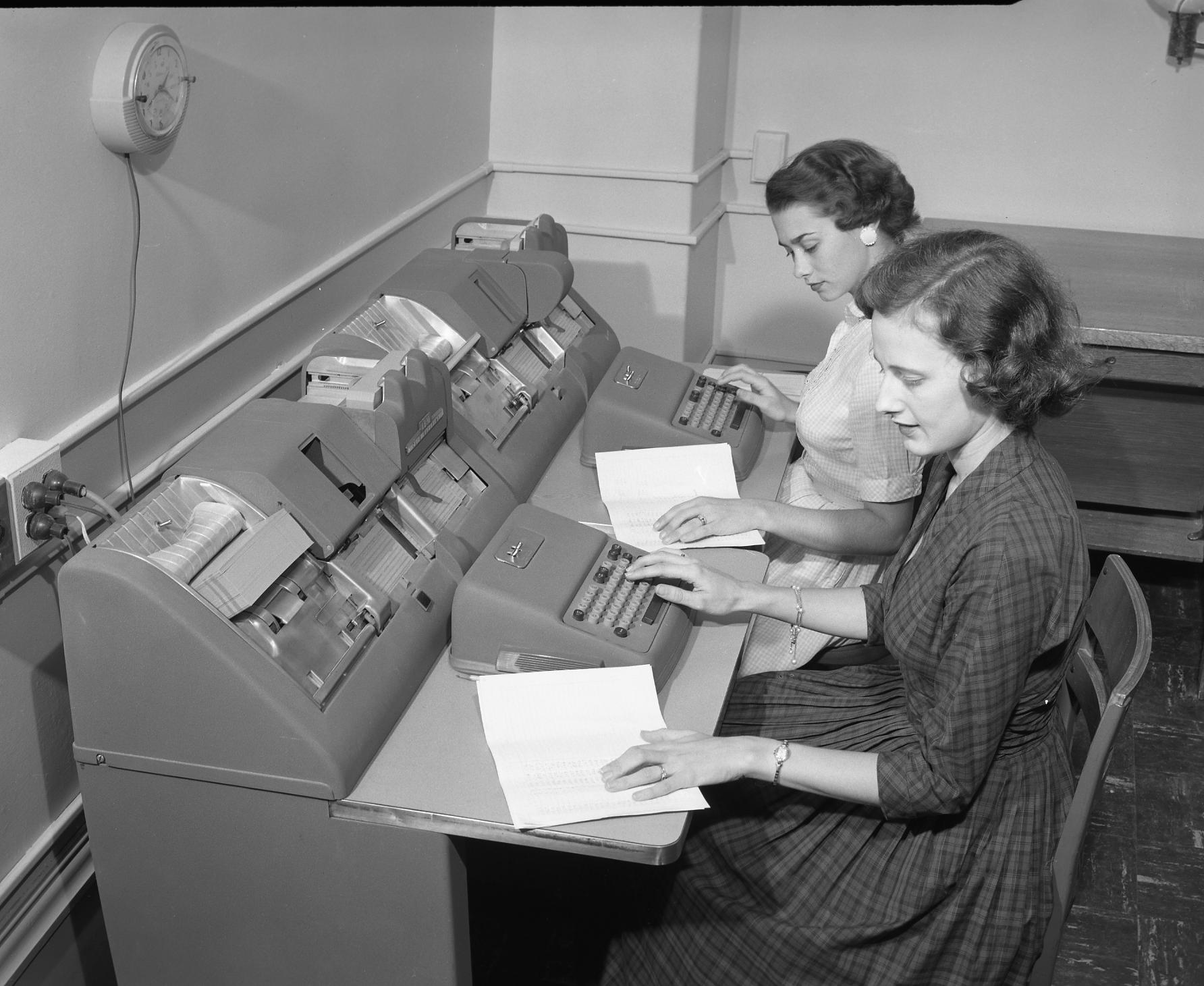
Keypunching at Texas A&M

دفتر خدمات انگلیسی: service bureau، شرکتی است که در مقابل پول، خدمات کسب‌وکار عرضه می‌کند. این واژه، کاربرد گسترده‌ای از شرکت‌های ارائه دهنده خدمات فناوری تا خدمات کسب‌وکار و به خصوص بانک دارد. دفترهای خدماتی، نقش مهمی در توسعه صنعت چاپگرهای سه‌بعدی داشتند که به مشتری، امکان تصمیم‌گیری بین خرید دستگاه یا استفاده از محصولات برون‌سپار را می‌داد. مشتریان دفترهای خدماتی معمولاً توان یا تجربه اجرای این خدمات را در فعالیت‌های داخلی خود ندارند و ترجیح می‌دهند که انجام این کارها را به دفترهای خدماتی بسپارند. خدمات کسب‌وکار برون سپار شامل خدمات ارائه شده معمول توسط دفترهای خدماتی می‌شود.
دفترهای خدماتی، مجموعه‌ای از تجربه‌های خود در زمینه‌های فناوری، پردازش، و مسائل کسب‌وکار را به مشتریان ارائه می‌کنند. دفتر مدل کسب‌وکار به توانایی اراده خدمات و گسترش آن در مقیاس بزرگ به مشتریان زیاد بستگی دارد. در مفهوم مدرن، فناوری، عامل کلیدی برای دستیابی به چنین توانایی است.

دفتر خدماتی به ارائه خدمات متنوعی مانند تایپ، فتوکپی، پرینت، ارسال و دریافت فکس، خدمات اینترنتی، طراحی و چاپ، ترجمه و غیره می‌پردازد. این دفاتر به‌عنوان نقاط تماس محلی برای افراد و شرکت‌ها عمل می‌کنند که نیاز به خدمات سریع و کارآمد دارند. دفاتر خدماتی معمولاً در مناطق پرتردد شهری و نزدیک به مراکز تجاری و اداری قرار دارند تا دسترسی به خدمات را برای مشتریان راحت‌تر کنند. از مزایای این دفاتر، سرعت بالای ارائه خدمات و صرفه‌جویی در زمان و هزینه برای مشتریان است.